# دریاچه چاک‌ماکتین
دریاچه چاک‌ماکتین، دریاچه‌ای در منطقه واخان در افغانستان است. این دریاچه در ارتفاع ۴۰۲۴ متری در پامیر خرد واقع است که حدود ۹ کیلومتر طول و ۲ کیلومتر عرض دارد.

## موقعیت
دریاچه چک‌ماکتین به سمت انتهای غربی دره پامیر خرد امتداد می‌یابد. رود مرغاب از این دریاچه به سمت شرق در پامیر خرد جریان می‌یابد و در انتهای شرقی دره به کشور تاجیکستان وارد می‌شود. بزای داریا (که همچنین به آن رود پامیر خرد هم گفته می‌شود) از فاصله‌ای کوتاه در غرب دریاچه آغاز شده و بعد از آنکه ۱۵ کیلومتر به سمت غرب کشیده شده در نزدیکی شهرک بازگنبد به رودخانه واخجیر پیوسته و رود واخان را تشکیل می‌دهند. بعضی از منابع می‌گویند بزای داریا نیز از دریاچه چک‌ماکتین آغاز می‌شود. یک منبع دیگر اما این دریاچه را قسمت عمیق و احتمالاً باتلاقی زه‌کشی رودخانه پامیر خرد می‌داند. این دریاچه دارای یک حوضچه یخچالی است که در هزاران سال قبل وقتی قطر یخ بسیار ضخیم بود قبل از ذوب شدن آن بوجود آمد.